# Département de San Cosme
Pour les articles homonymes, voir San Cosme.
Le département de San Cosme est une des 25 subdivisions de la province de Corrientes, en Argentine. Son chef-lieu est la ville de San Cosme.
Le département a une superficie de 595 km2. Sa population s'élevait en 2001 à 13 189 habitants.

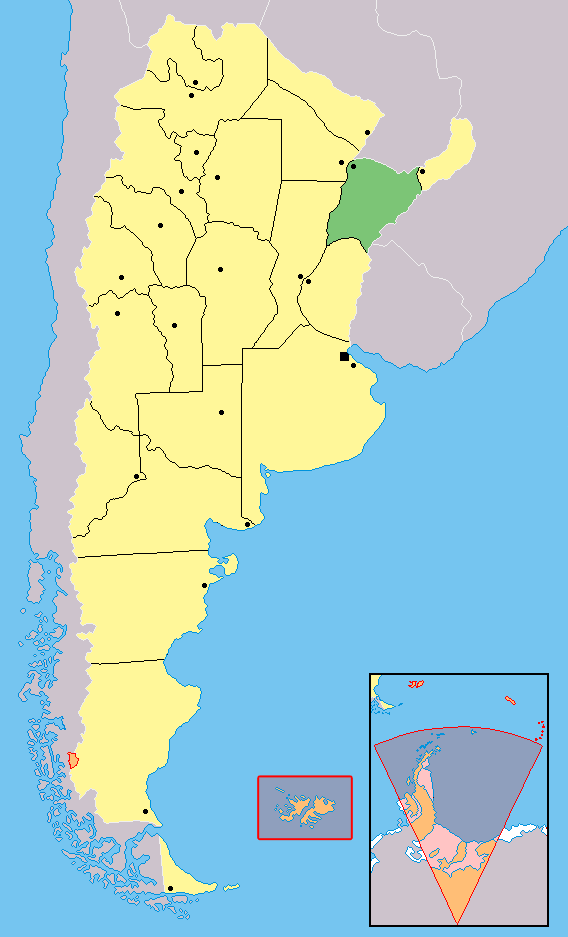
Localisation de la province de Corrientes en Argentine.